# دوبووی
دوبووی (به لاتین: Dubovy) یک منطقهٔ مسکونی در روسیه است که در استان آستراخان واقع شده‌است.